# Lyssomanes waorani
Lyssomanes waorani är en spindelart som beskrevs av Logunov, Marusik 2003. Lyssomanes waorani ingår i släktet Lyssomanes och familjen hoppspindlar. Inga underarter finns listade i Catalogue of Life.